# Kima Kamak
Kima Kamak is een bestuurslaag in het regentschap Flores Timur van de provincie Oost-Nusa Tenggara, Indonesië. Kima Kamak telt 369 inwoners (volkstelling 2010).